# Gemini 4
Gemini 4 fue una misión espacial tripulada del programa Gemini, de la NASA, realizada en 1965. Fue el segundo vuelo tripulado del programa Gemini, y el décimo del programa espacial estadounidense. Durante su transcurso, se produjo el primer paseo espacial de un astronauta de Estados Unidos, realizado por Edward White.

## Tripulación
- James McDivitt, Comandante
- Edward White, Piloto

### Tripulación de reemplazo
- Frank Borman, Comandante
- James A. Lovell, Piloto

- Datos: Q747769
- Multimedia: Gemini 4 / Q747769